# Melanagromyza limboi
Melanagromyza limboi este o specie de muște din genul Melanagromyza, familia Agromyzidae, descrisă de Tandon în anul 1970. Conform Catalogue of Life specia Melanagromyza limboi nu are subspecii cunoscute.